# 413 aC
El 413 aC va ser un any del calendari romà prejulià. Era l'any 341 'Ab urbe condita', o de la fundació de Roma.

## Esdeveniments
- L'estrateg Demòstenes en conèixer el setge de Siracusa que havia dut a terme Gilip, va ser nomenat junt amb Eurimedont cap de l'exèrcit d'auxili, i va sortir (quan ja Eurimedont havia marxat) amb 65 naus. Va arribar a Siracusa massa tard per evitar la derrota atenesa.[1]
- Enfrontament al golf de Corint entre una flota atenenca de 33 naus dirigida per Dífil d'Atenes i una flota peloponèsia dirigida per l'almirall corinti Poliantes amb un resultat indecís. Encara que tècnicament Dífil va obtenir la victòria i va enfonsar tres naus enemigues, en va perdre sis, i va tenir l'efecte d'una derrota moral.[2]
- Agatarc de Siracusa s'enfronta als atenencs en una batalla del port de Siracusa. Va ser un dels comandants a la decisiva batalla naval del Setge de Siracusa.[3]
- Inici del regnat d'Arquelau I, rei de Macedònia. Era, segons Plató un fill il·legítim de Perdicas II, i es va apoderar del tron assassinant al seu oncle Aletes (hereu legítim), i al seu cosí i un mig germà.[4][5]
- Inici a l'Índia de la Dinastia Xixunaga.[6]
- A Roma van ser elegits cònsols Luci Furi Medul·lí i Aulus Corneli Cos. Quint Fabi Vibulà va ser nomenat a inicis d'any, interrex per uns dies.[7]

## Necrològiques
- Perdicas II, rei de Macedònia.[8]
- Nícies, general atenenc, mentre es retirava del setge de Siracusa.[9]
- Demòstenes, general (estrateg) atenenc, al retirar-se del setge de Siracusa. La força dirigida per Demòstenes que es retirava per terra va quedar en mala posició i es va rendir als siracusans a canvi de salvar la vida. Tot i així l'assemblea siracusana va votar la seva execució.[10]